# Идаруцизумаб
Идаруцизумаб — лекарственный препарат, фрагмент моноклонального антитела (Fab-фрагмент), антагонист (антидот) дабигатрана. Одобрен для применения: США (2015). Связывающая способность с дабигатраном примерно в 300 раз больше, чем  связывающая способность дабигатрана с тромбином.

## Механизм действия
Связывается с дабигатраном. Ингибирует антикоагулянтный эффект.
Непосредственно после применения идаруцизумаба уровень несвязанного дабигатрана в плазме снижается более чем на 99%, до значений, не указывающих на антикоагулянтную активность. Соответственные концентрации дабигатрана, связанного с идаруцизумабом, отражают нейтрализацию дабигатрана в плазме, а также поступление дабигатрана с периферии.
Применение дабигатрана сопровождается изменением маркеров коагуляции, в частности, увеличением разведённого тромбинового времени (рТВ), тромбинового времени (ТВ), активированного частичного тромбопластинового времени (аЧТВ) и экаринового времени свертывания (ЭВС), что позволяет приблизительно оценивать антикоагулянтную активность. Нормальные показатели после применения идаруцизумаба означают, что действие антикоагулянта прекращено. Значения показателей, превышающие норму, могут свидетельствовать об остаточной активности дабигатрана или о других клинических ситуациях, например, о присутствии других лекарственных препаратов или трансфузионной коагулопатии.

## Показания
Для пациентов, получающих дабигатран в связи с хирургическим вмешательством, в частности при неконтролируемом кровотечении после дабигатрана.

## Способ применения
- внутривенная инъекция